# Pancawangi
Pancawangi is een bestuurslaag in het regentschap Tasikmalaya van de provincie West-Java, Indonesië. Pancawangi telt 3498 inwoners (volkstelling 2010).